# Tnihaja
Tnihaja – osada na Saharze w południowo-zachodniej Algierii.